# Campionati europei di atletica leggera 2018 - 200 metri piani femminili
I 200 metri piani femminili ai campionati europei di atletica leggera 2018 si sono svolti tra il 10 ed l'11 agosto 2018.

## Podio
| Oro     | Dina Asher-Smith Gran Bretagna |
| Argento | Dafne Schippers Paesi Bassi    |
| Bronzo  | Jamile Samuel Paesi Bassi      |

## Record
Prima di questa competizione, il record del mondo (RM), il record europeo (EU) ed il record dei campionati (RC) erano i seguenti:
| Record                | Prestazione | Atleta                               | Data                                  | Competizione   |
| --------------------- | ----------- | ------------------------------------ | ------------------------------------- | -------------- |
| Record mondiale       | 21"34       | Florence Griffith-Joyner Stati Uniti | 29 settembre 1988 Seul, Corea del Sud | Olimpiadi 1988 |
| Record europeo        | 21"63       | Dafne Schippers Paesi Bassi          | 28 agosto 2015 Pechino, Cina          | Mondiali 2015  |
| Record dei campionati | 21"71       | Heike Drechsler Germania             | 29 agosto 1986 Stoccarda, Germania    | Europei 1986   |

## Risultati

### 1º turno
Passano alle semifinali le prime tre atlete di ogni batteria (Q) e le cinque atlete con i migliori tempi tra le escluse (q).
| Pos. | Batteria | Corsia | Nome                  | Nazionalità | Tempo | Note |
| ---- | -------- | ------ | --------------------- | ----------- | ----- | ---- |
| 1    | 1        | 5      | Laura Müller          | Germania    | 23"06 | Q    |
| 2    | 3        | 1      | Kryscina Cimanoŭskaja | Bielorussia | 23"07 | Q    |
| 3    | 1        | 7      | Anna Kiełbasińska     | Polonia     | 23"20 | Q    |
| 4    | 3        | 6      | Gloria Hooper         | Italia      | 23"28 | Q    |
| 5    | 3        | 4      | Phil Healy            | Irlanda     | 23"34 | Q    |
| 6    | 1        | 1      | Sindija Bukša         | Lettonia    | 23"36 | Q    |
| 7    | 2        | 7      | Rebekka Haase         | Germania    | 23"44 | Q    |
| 8    | 3        | 7      | Inna Eftimova         | Bulgaria    | 23"56 | q    |
| 9    | 1        | 2      | Manon Depuydt         | Belgio      | 23"59 | q    |
| 10   | 3        | 2      | Lorène Bazolo         | Portogallo  | 23"60 | q    |
| 11   | 2        | 1      | Irene Siragusa        | Italia      | 23"60 | Q    |
| 12   | 2        | 5      | Martyna Kotwiła       | Polonia     | 23"62 | Q    |
| 13   | 1        | 6      | Cornelia Halbheer     | Svizzera    | 23"63 | q    |
| 14   | 2        | 2      | Estela García         | Spagna      | 23"64 | q    |
| 15   | 2        | 4      | Marcela Pírková       | Rep. Ceca   | 23"72 |      |
| 16   | 3        | 5      | Alina Kalistratova    | Ucraina     | 23"79 |      |
| 17   | 2        | 3      | Ezinne Okparaebo      | Norvegia    | 23"84 |      |
| 18   | 1        | 4      | Paula Sevilla         | Spagna      | 23"91 |      |
| 19   | 3        | 8      | Jaël Bestué           | Spagna      | 23"92 |      |
| 20   | 2        | 6      | Alexandra Bezeková    | Slovacchia  | 23"93 |      |
| 21   | 3        | 3      | Helene Rønningen      | Norvegia    | 23"96 |      |
| 22   | 2        | 8      | Yana Kachur           | Ucraina     | 24"00 |      |
| 23   | 1        | 3      | Yelyzaveta Bryzhina   | Ucraina     | 24"21 |      |
| 24   | 1        | 8      | Charlotte Wingfield   | Malta       | 24"40 |      |

### Semifinali
Oltre alle atlete qualificatisi nel primo turno, hanno avuto accesso diretto alle semifinali le dieci atlete che avevano il miglior ranking europeo prima della manifestazione. Queste atlete sono: Dina Asher-Smith, Dafne Schippers, Jamile Samuel, Mujinga Kambundji, Beth Dobbin, Bianca Williams, Ivet Lalova-Collio, Jodie Williams, Sarah Atcho e Jessica-Bianca Wesolly.
Passano alla finale le prime due atlete di ogni batteria (Q) e le due atlete con i migliori tempi tra le escluse (q).
| Pos. | Semifinale | Corsia | Nome                    | Nazionalità   | Tempo | Note                                   |
| ---- | ---------- | ------ | ----------------------- | ------------- | ----- | -------------------------------------- |
| 1    | 1          | 4      | Dina Asher-Smith        | Gran Bretagna | 22"33 | Q                                      |
| 2    | 3          | 4      | Jamile Samuel           | Paesi Bassi   | 22"58 | Q                                      |
| 3    | 1          | 3      | Ivet Lalova-Collio      | Bulgaria      | 22"65 | Q                                      |
| 4    | 2          | 4      | Dafne Schippers         | Paesi Bassi   | 22"69 | Q                                      |
| 5    | 1          | 5      | Bianca Williams         | Gran Bretagna | 22"83 | q                                      |
| 6    | 2          | 5      | Beth Dobbin             | Gran Bretagna | 22"84 | Q                                      |
| 7    | 3          | 5      | Mujinga Kambundji       | Svizzera      | 22"84 | Q                                      |
| 8    | 1          | 7      | Laura Müller            | Germania      | 22"87 | q                                      |
| 9    | 2          | 3      | Sarah Atcho             | Svizzera      | 22"88 |                                        |
| 10   | 3          | 2      | Kryscina Cimanoŭskaja   | Bielorussia   | 23"03 | Miglior prestazione nazionale under 23 |
| 11   | 2          | 6      | Phil Healy              | Irlanda       | 23"23 |                                        |
| 12   | 3          | 6      | Jessica-Bianca Wessolly | Germania      | 23"26 |                                        |
| 13   | 3          | 3      | Jodie Williams          | Gran Bretagna | 23"28 |                                        |
| 14   | 2          | 7      | Anna Kiełbasińska       | Polonia       | 23"29 |                                        |
| 15   | 3          | 7      | Irene Siragusa          | Italia        | 23"30 |                                        |
| 16   | 1          | 6      | Martyna Kotwiła         | Polonia       | 23"41 |                                        |
| 17   | 2          | 2      | Rebekka Haase           | Germania      | 23"42 |                                        |
| 18   | 2          | 8      | Gloria Hooper           | Italia        | 23"43 |                                        |
| 19   | 1          | 2      | Estela García           | Spagna        | 23"46 |                                        |
| 20   | 2          | 1      | Manon Depuydt           | Belgio        | 23"60 |                                        |
| 21   | 3          | 1      | Inna Eftimova           | Bulgaria      | 23"62 |                                        |
| 22   | 1          | 1      | Lorène Bazolo           | Portogallo    | 23"80 |                                        |
| 23   | 1          | 8      | Cornelia Halbheer       | Svizzera      | 23"98 |                                        |
|      | 3          | 8      | Sindija Bukša           | Lettonia      | dns   |                                        |

### Finale
| Pos. | Corsia | Nome               | Nazionalità   | Tempo | Note                                                       |
| ---- | ------ | ------------------ | ------------- | ----- | ---------------------------------------------------------- |
|      | 5      | Dina Asher-Smith   | Gran Bretagna | 21"89 | Miglior prestazione mondiale stagionale · Record nazionale |
|      | 4      | Dafne Schippers    | Paesi Bassi   | 22"14 | Miglior prestazione personale stagionale                   |
|      | 6      | Jamile Samuel      | Paesi Bassi   | 22"37 | =                                                          |
| 4    | 8      | Mujinga Kambundji  | Svizzera      | 22"45 | Miglior prestazione personale stagionale                   |
| 5    | 3      | Ivet Lalova-Collio | Bulgaria      | 22"82 |                                                            |
| 6    | 2      | Bianca Williams    | Gran Bretagna | 22"88 |                                                            |
| 7    | 7      | Beth Dobbin        | Gran Bretagna | 22"93 |                                                            |
| 8    | 1      | Laura Müller       | Germania      | 23"08 |                                                            |